# Roseland NYC Live
Roseland NYC Live ist ein Livealbum von Portishead. Es erschien 1998 bei Go! Discs und wird dem Genre Trip-Hop zugerechnet. Es ist das bisher einzige Livealbum der Band.

## Entstehungsgeschichte

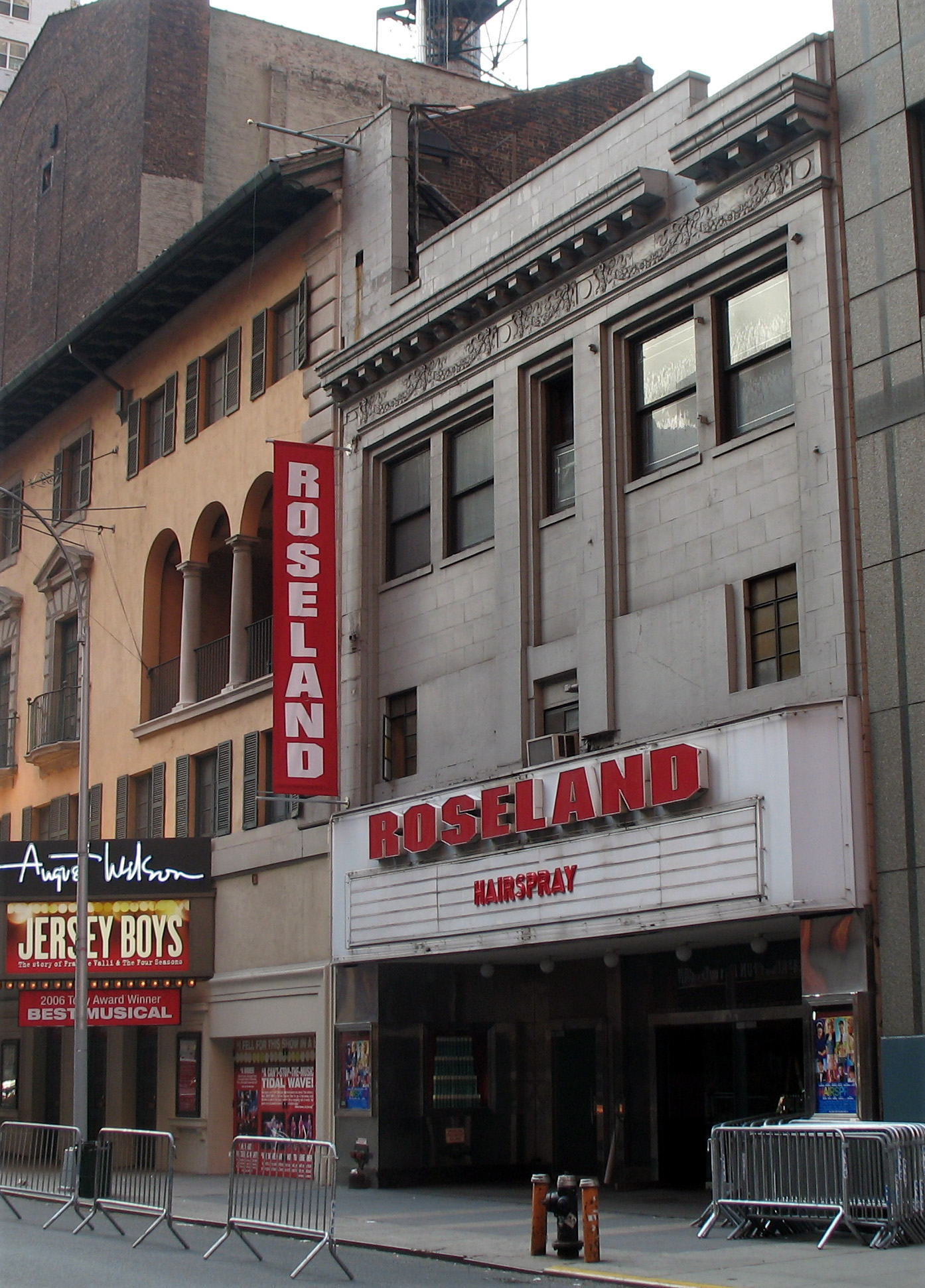
Der Roseland Ballroom in der 52. Straße in New York

Nach ihrem zweiten, nach der Band benannten Album Portishead von 1997 ging die Band auf Tour und entschied sich, ein Livealbum aufzunehmen. Der Großteil der Songs wurde am 24. Juli 1997 im Roseland Ballroom in New York aufgenommen, das Video besteht ausschließlich aus Aufnahmen von dort. Für die CD wurden zwei Songs von anderen Auftritten hinzugenommen (Sour Times: 1. April 1998, Warfield Theater in San Francisco; Roads: 3. Juli 1998, Quart Festival in Kristiansand, Norwegen). Begleitet wurde die Band von einem 35-köpfigen Symphonieorchester.

## Titelliste
Das Album besteht aus elf Titeln, von denen fünf ursprünglich auf dem stilbildenden Debütalbum Dummy waren und sechs auf dem Nachfolger Portishead.
1. Humming – 6:37
2. Cowboys – 5:02
3. All Mine – 4:02
4. Mysterons – 5:44
5. Only You – 5:20
6. Half Day Closing – 4:12
7. Over – 4:13
8. Glory Box – 5:37
9. Sour Times – 5:21
10. Roads – 5:50
11. Strangers – 5:20

Zusätzlich gibt es eine Ausgabe als Enhanced CD, die zusätzlich einen Kurzfilm von Andy Smith enthält.

## Veröffentlichungen
Das Album wurde am 10. November 1998 zunächst als CD und kurz darauf als VHS-Video veröffentlicht. 2002 folgte eine DVD-Version, auf der zusätzlich fast alle Portishead-Musikvideos zu finden sind.
In den USA erreichte das Album in den Billboard 200 den Platz 155, in Deutschland Platz 58 und in Großbritannien Platz 40.
Im Jahr 2024 erschien eine remasterte 25 Jahre Jubiläumsedition. Diese enthält mit Undenied, Numb und Western Eyes drei weitere Titel des Konzerts. Die Titel Sour Times und Roads sind nun die Originalversionen von Roseland, die in der ursprünglichen Veröffentlichung durch Aufnahmen von anderen Konzerten ersetzt wurden.

## Rezeption
Allmusic schreibt, das Album sei viel überwältigender und unverzichtbarer als ein durchschnittliches Livealbum (PNYC is much more compelling and essential than the average live album). Der Rolling Stone vergab 3½ von 4 Sternen, seine Leser wählten es in die Liste der 30 besten Alben des Jahres 1998.